# Proseč pod Ještědem
Proseč pod Ještědem (německy Proschwitz) je obec v podhůří Ještědsko-kozákovského hřbetu, v okrese Liberec. Žije zde 450 obyvatel.
Na severozápad od obce se tyčí vrch Kamenný (616 m n. m.). Ještěd (1012 m n. m.) se nachází zhruba 5 km vzdušnou čarou na sever.

## Historie
První písemná zmínka o obci pochází z roku 1547.

## Pamětihodnosti a přírodní zajímavosti
- Architektonicky pozoruhodný Škodův dům čp. 129
- Krucifix jižně od Škodova domu
- Kaplička v Hoření Proseči z 2. poloviny 18. století, opravena roku 2005
- Stavby podještědské lidové architektury
- Sokolovna čp. 135 s pomníkem Miroslava Tyrše a pamětní deskou řídícího učitele Josefa Škody, umučeného nacisty
- Obecní hřbitov jihovýchodně od sokolovny
- Sokolský sportovní areál V Borovičkách, vybudovaný již v meziválečném období
- Pískovcová Hrubá skála s pamětní deskou válečných obětí
- Opuštěný pískovcový lom pod Hrubou skalou
- Rázovitý výletní hostinec U Šámalů na tzv. Prosečských horách severně od vsi

## Části obce
vsi a osady:
- Proseč pod Ještědem
- Domaslavice
- Horka
- Javorník
- Padouchov

samoty:
- Bláto
- Kopec
- U Dědků
- Na Prosečských horách

## Galerie

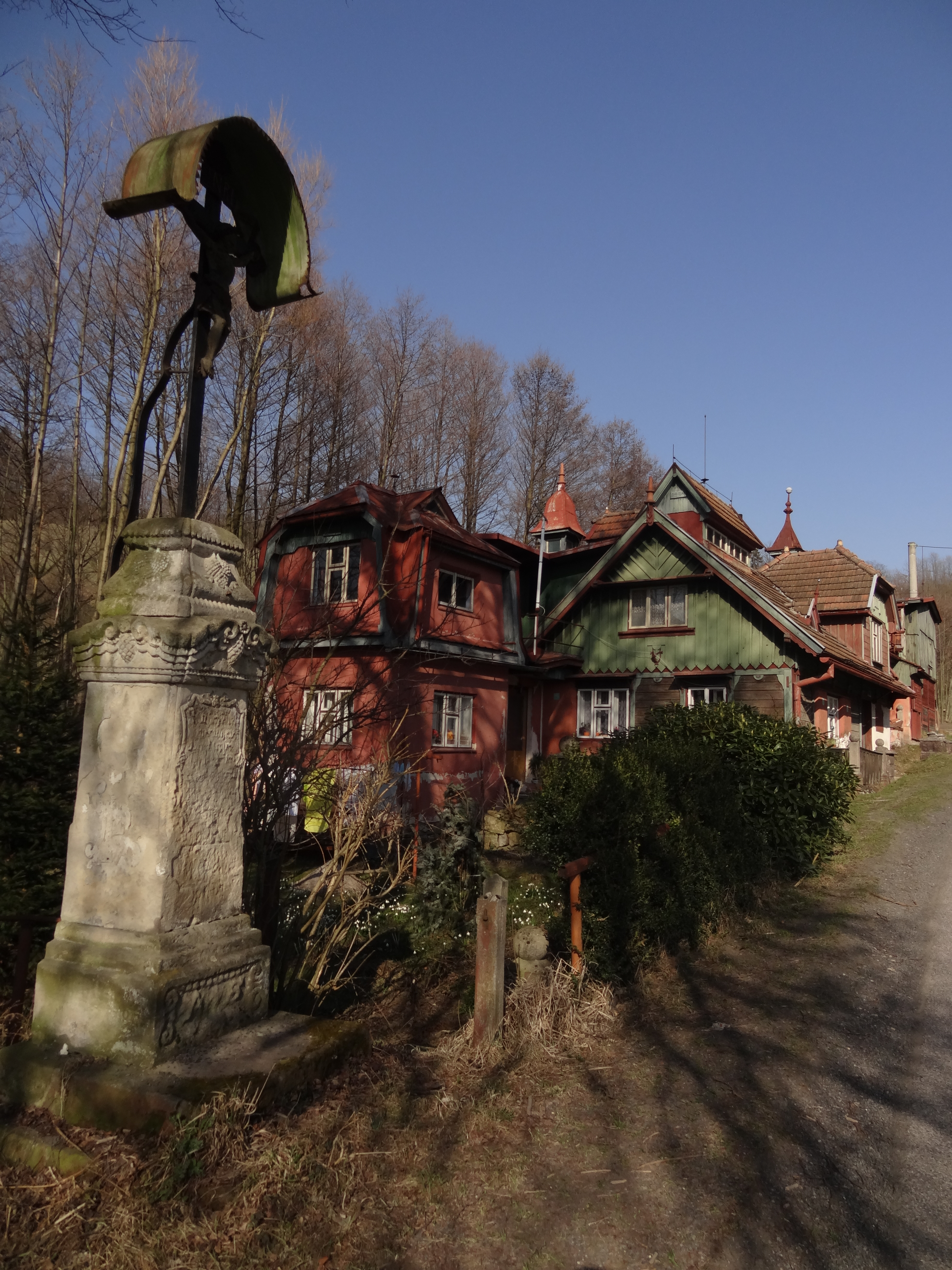
Krucifix u Škodova domu
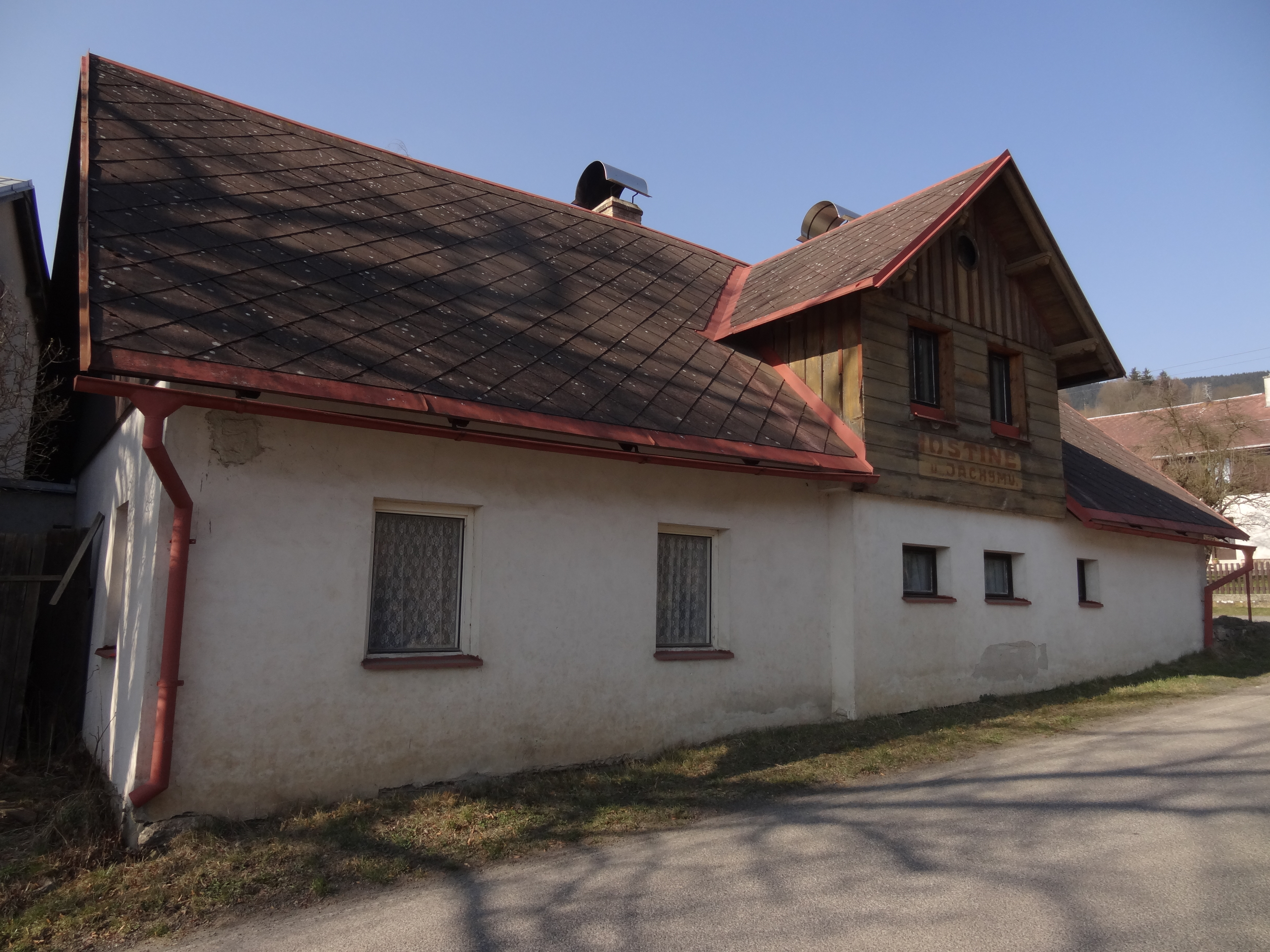
Bývalý hostinec U Jáchymů čp. 11
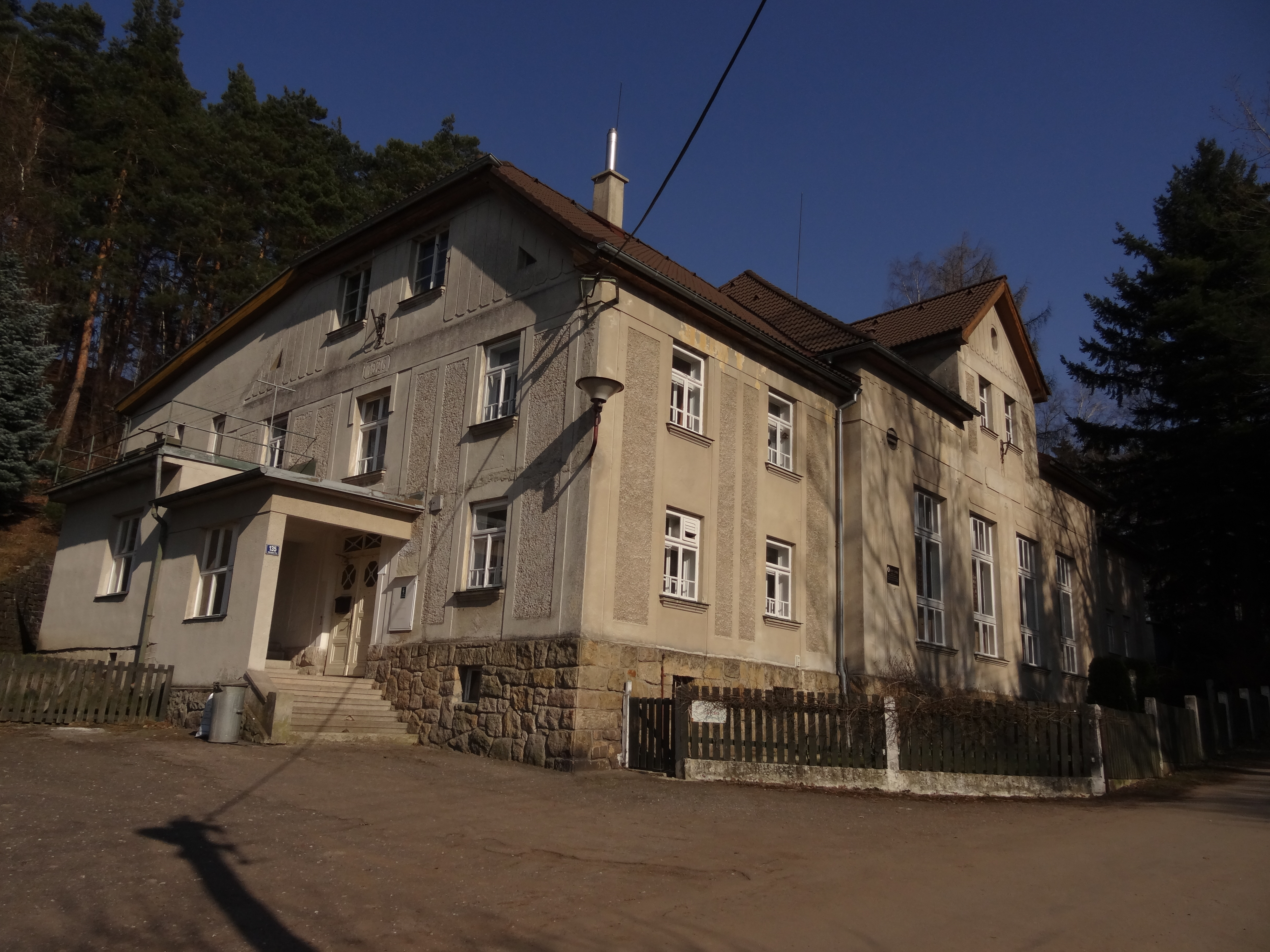
Sokolovna čp. 135
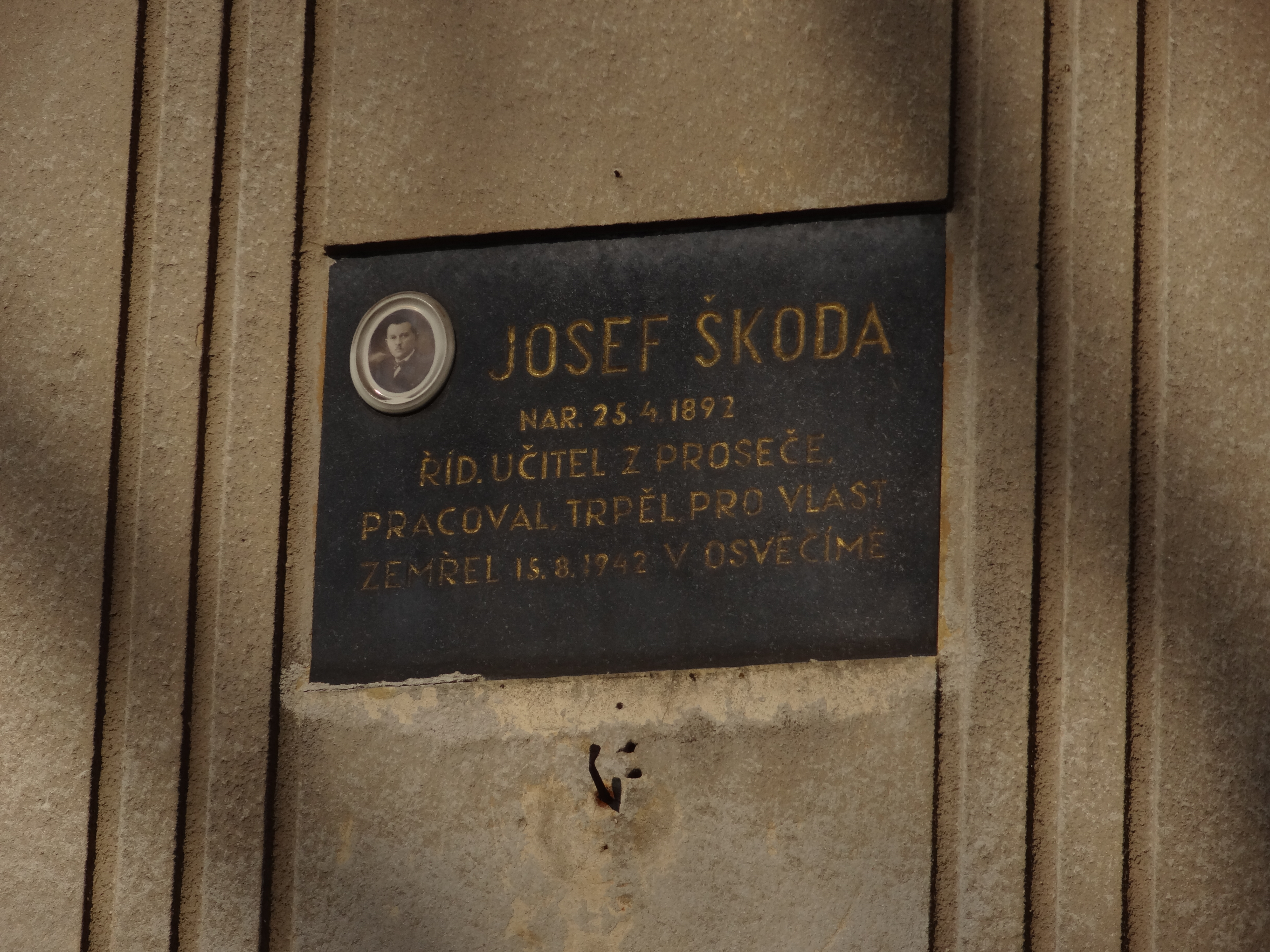
Pamětní deska Josefa Škody na budově sokolovny
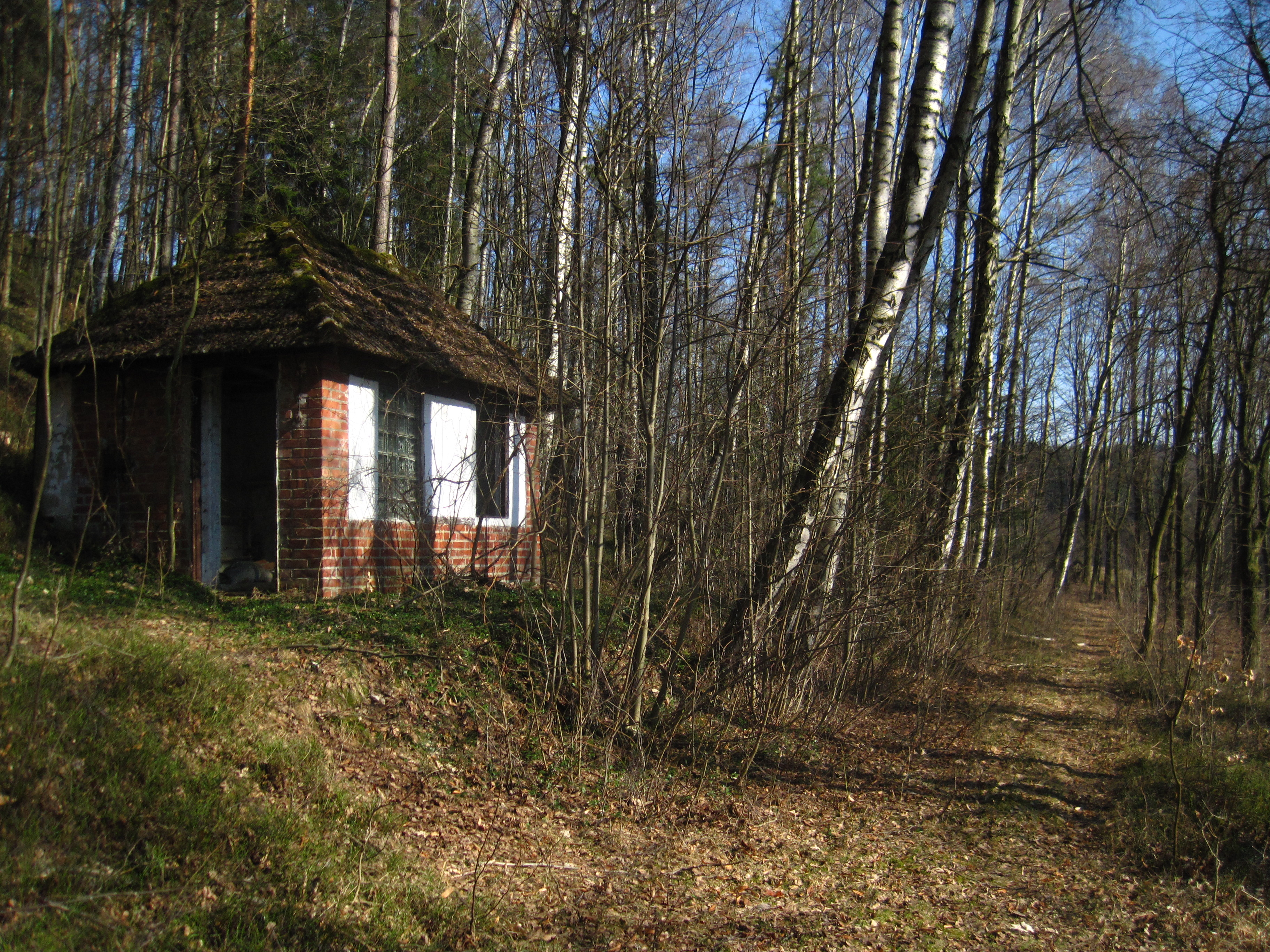
Sokolský sportovní areál V Borovičkách
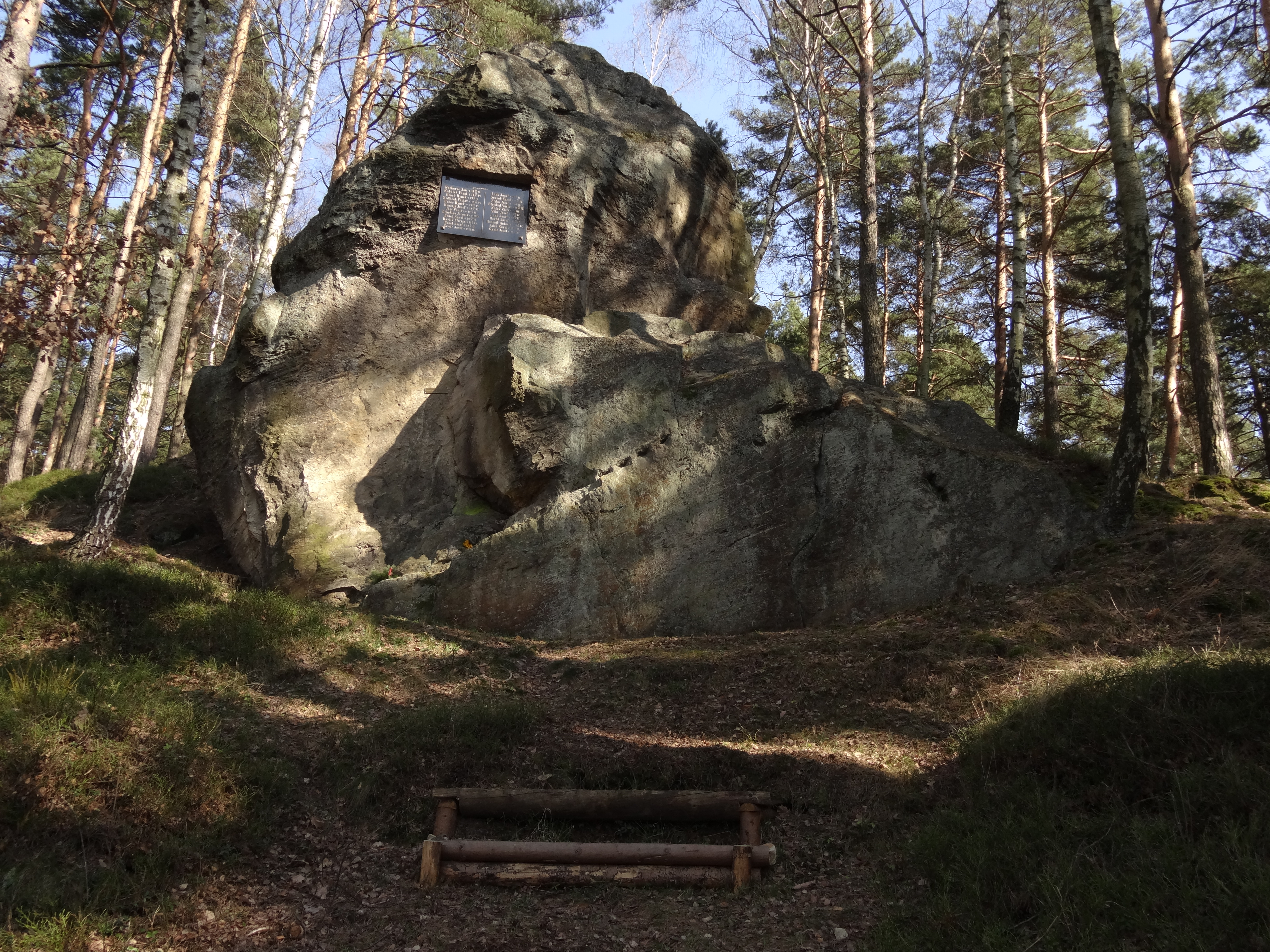
Hrubá skála
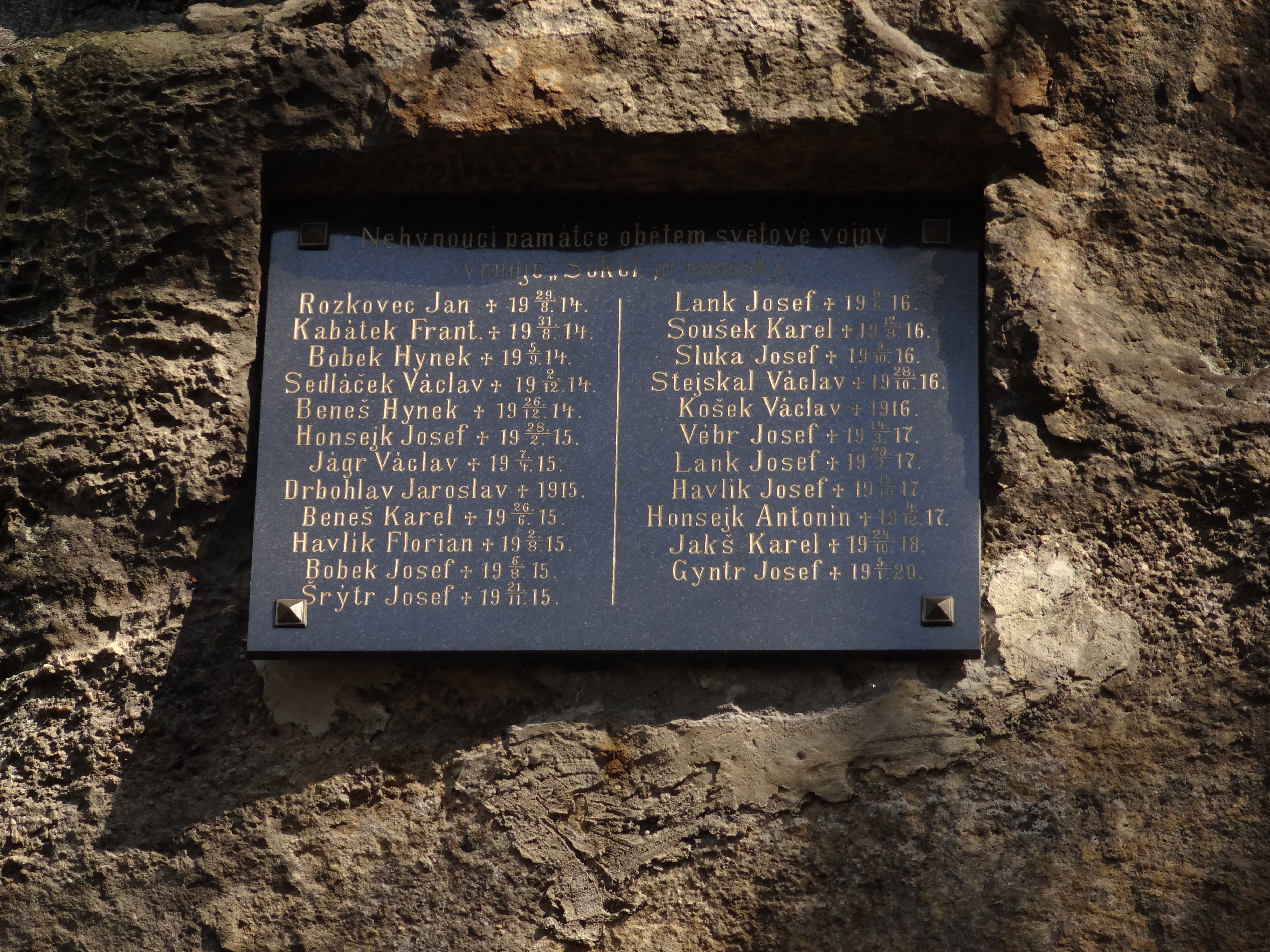
Pamětní deska na Hrubé skále
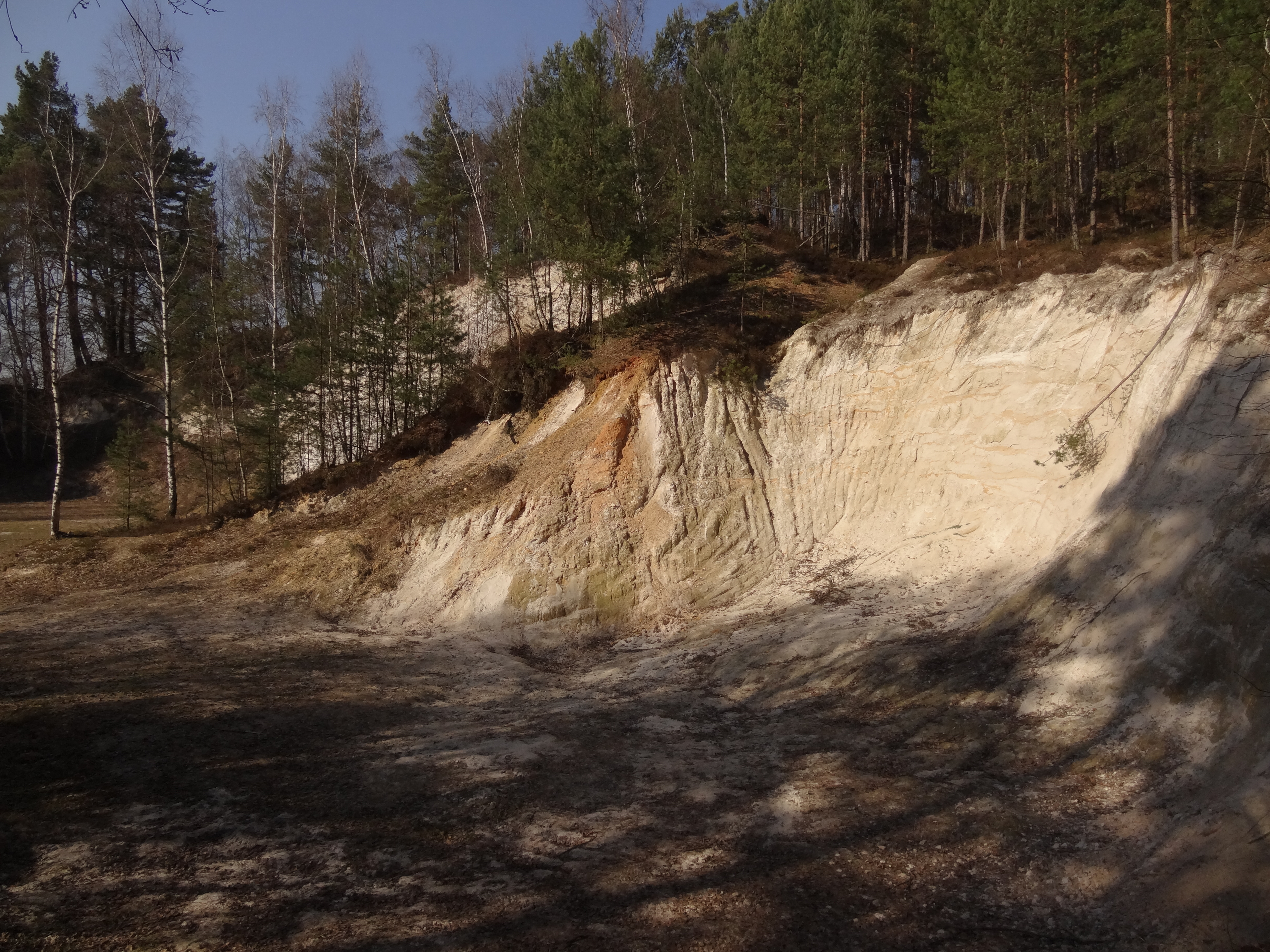
Starý pískovcový lom poblíž Hrubé skály
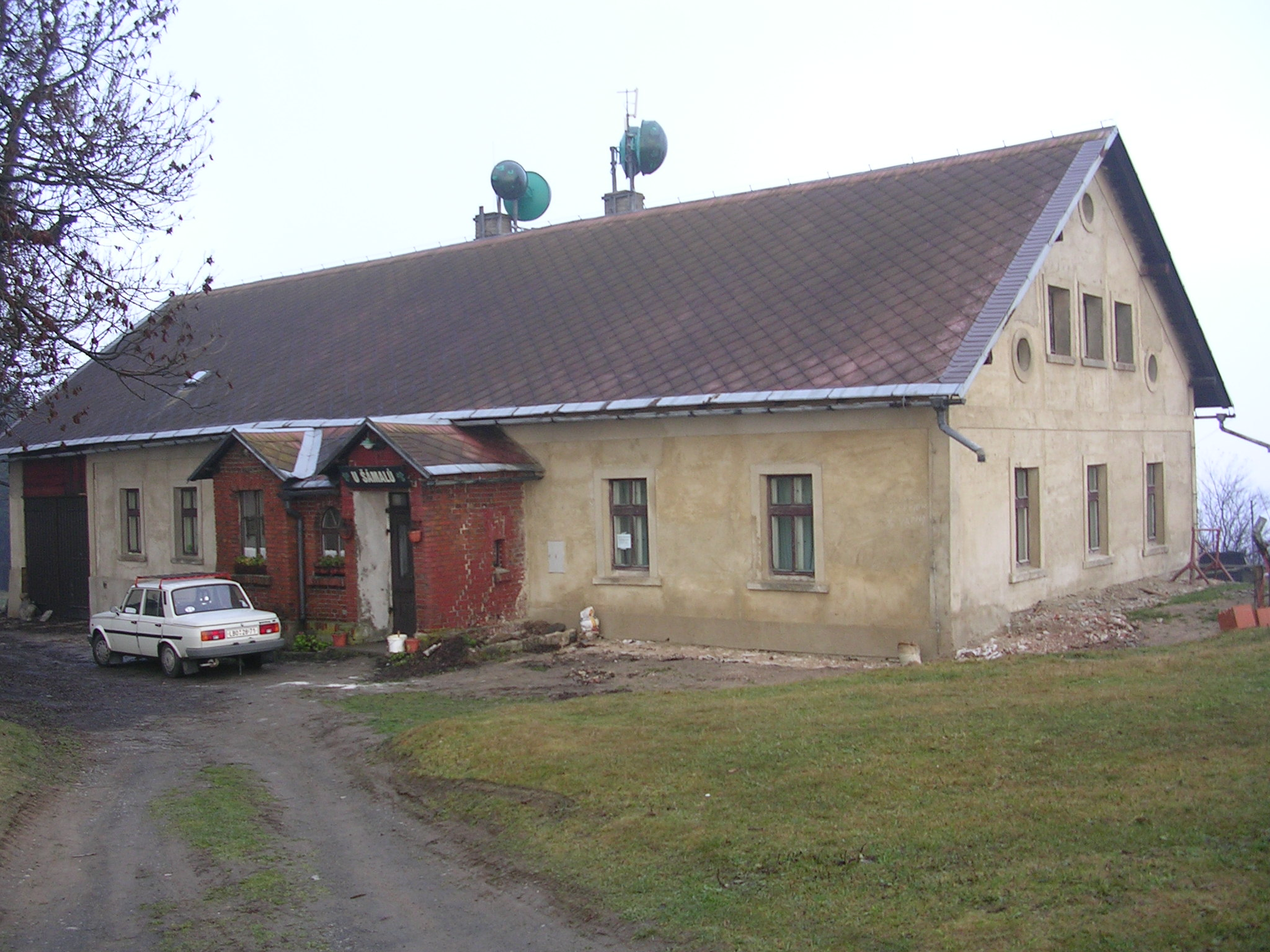
Horský výletní hostinec U Šámalů
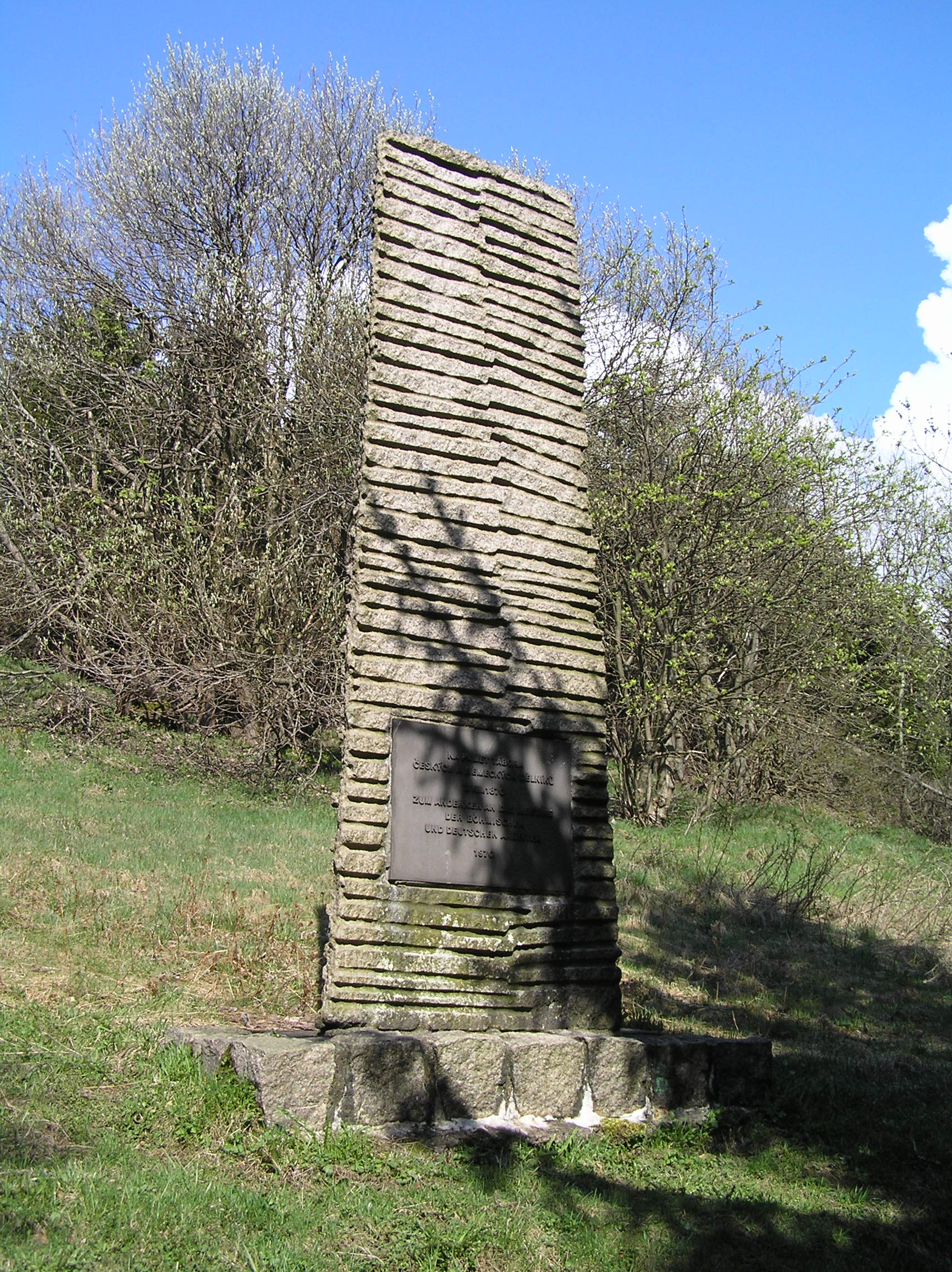
Pomník dělnické manifestace v roce 1870 na Ještědském hřebeni